# Vanessa Herzog
Vanessa Herzog (Innsbruck, 4 de julio de 1995) es una deportista austríaca que compite en patinaje de velocidad, en las modalidades sobre hielo y en línea.
Ganó tres medallas en el Campeonato Mundial de Patinaje de Velocidad sobre Hielo en Distancia Individual, en los años 2019 y 2023, y una medalla de bronce en el Campeonato Mundial de Patinaje de Velocidad sobre Hielo en Distancia Corta de 2022.
Además, obtuvo seis medallas en el Campeonato Europeo de Patinaje de Velocidad sobre Hielo en Distancia Individual entre los años 2018 y 2024, y dos medallas en el Campeonato Europeo de Patinaje de Velocidad sobre Hielo en Distancia Corta, en los años 2019 y 2023.
Participó en tres Juegos Olímpicos de Invierno, entre los años 2014 y 2022, ocupando el cuarto lugar en Pyeongchang 2018 y el cuarto en Pekín 2022, en la prueba de 500 m.
Además, obtuvo dos medallas en el Campeonato Mundial de Patinaje de Velocidad sobre Patines en Línea (una de oro y una de bronce).

## Palmarés internacional
| Campeonato Mundial en Distancia Individual | Campeonato Mundial en Distancia Individual | Campeonato Mundial en Distancia Individual | Campeonato Mundial en Distancia Individual |
| Año                                        | Lugar                                      | Medalla                                    | Prueba                                     |
| ------------------------------------------ | ------------------------------------------ | ------------------------------------------ | ------------------------------------------ |
| 2019                                       | Inzell (Alemania)                          | Medalla de oro                             | 500 m                                      |
| 2019                                       | Inzell (Alemania)                          | Medalla de plata                           | 1000 m                                     |
| 2023                                       | Heerenveen (Países Bajos)                  | Medalla de plata                           | 500 m                                      |
| Campeonato Mundial en Distancia Corta      |                                            |                                            |                                            |
| Año                                        | Lugar                                      | Medalla                                    | Prueba                                     |
| 2022                                       | Hamar (Noruega)                            | Medalla de bronce                          | Clasificación general                      |
| Campeonato Europeo en Distancia Individual |                                            |                                            |                                            |
| Año                                        | Lugar                                      | Medalla                                    | Prueba                                     |
| 2018                                       | Kolomna (Rusia)                            | Medalla de oro                             | 5000 m                                     |
| 2018                                       | Kolomna (Rusia)                            | Medalla de plata                           | 1000 m                                     |
| 2018                                       | Kolomna (Rusia)                            | Medalla de bronce                          | Salida en grupo                            |
| 2020                                       | Heerenveen (Países Bajos)                  | Medalla de plata                           | 500 m                                      |
| 2024                                       | Heerenveen (Países Bajos)                  | Medalla de bronce                          | 500 m                                      |
| 2024                                       | Heerenveen (Países Bajos)                  | Medalla de bronce                          | 1000 m                                     |
| Campeonato Europeo en Distancia Corta      |                                            |                                            |                                            |
| Año                                        | Lugar                                      | Medalla                                    | Prueba                                     |
| 2019                                       | Collalbo (Italia)                          | Medalla de oro                             | Clasificación general                      |
| 2023                                       | Hamar (Noruega)                            | Medalla de bronce                          | Clasificación general                      |